# Anisopodus dispar
Anisopodus dispar es una especie de escarabajo longicornio del género Anisopodus, tribu Acanthocinini, subfamilia Lamiinae. Fue descrita científicamente por Bates en 1885.

## Descripción
Mide 7,4-9,5 milímetros de longitud.

## Distribución
Se distribuye por Costa Rica y Panamá.